# Le perle sono lagrime
Le perle sono lagrime (Perlen bedeuten Tränen) è un film muto del 1921 diretto da Carl Wilhelm.

## Produzione
Il film fu prodotto dalla Carl Wilhelm-Film.

## Distribuzione
Distribuito dalla Terra-Film, il film fu presentato a Berlino il 14 dicembre 1921. La Terra-Film ne curò la distribuzione anche in Italia, dove nel 1923 uscì con il visto di censura numero 18024 in una versione di 1884 metri prendendo il titolo di Le perle sono lagrime.